# Edward Craven Walker
Pour les articles homonymes, voir Walker.
Edward Craven Walker (4 juillet 1918 – 15 août 2000) est l'inventeur de la lampe psychédélique Astro, ou Lampe à lave et fondateur de Mathmos.

## Période de Guerre
Craven est pilote d'avion pendant la deuxième guerre mondiale, et photographie le territoire allemand aux commandes de son avion civil DeHavilland Mosquito. Il rencontre sa première femme, Marjorie Bevan Jones, sur la base aérienne où elle travaille pour la WAAF. Craven continue de piloter après la guerre.

## Lampe Astro

### Genèse
Après la guerre Craven développe une idée qu'il eut un jour en voyant un objet original dans un pub de campagne du Dorset en Angleterre. Il s'agit d'un sablier, fabriqué par Donald Dunnett, un client régulier du pub, dont le mécanisme a la particularité d'utiliser deux liquides non miscibles. Bien que rudimentaire, Craven voit le potentiel de ce sablier et décide de le perfectionner et de le transformer en lampe. Il installe son laboratoire dans un abri de jardin où il commence à mélanger les ingrédients dans des bouteilles de formes et de tailles différentes. Il constate que la bouteille de la boisson Tree Top Orange Squash est le récipient idéal et il fait de sa forme le modèle de la Lampe Astro Baby ou Astro Mini comme elle s'appelait autrefois.

### Industrie
Craven créé sa propre entreprise, Crestworth, afin de produire les lampes. Installée dans des locaux d'une zone industrielle de Poole dans le Dorset, Crestworth approvisionne le monde entier en Lampes à Lave à partir de 1963. Son nom change en 1992 et devient Mathmos. Les lampes rencontrent un remarquable succès commercial dans les années 1960 et ce jusqu'au début des années 1970. Elles deviennent alors le symbole du psychédélisme. Craven déclare, “Si vous achetez ma lampe, vous n'aurez pas besoin de drogues… je pense qu'elle sera toujours en vogue. C'est comme le cycle de la vie. Il grandit, se brise et recommence”.
À la fin des années 1970 les modes changent et la Lampe à Lave se démode. Craven Walker conserve l'entreprise pendant les années 1980 mais avec une production moindre.

### Années suivantes
Au début des années 1990, un jeune couple commence à produire et à vendre les lampes avec beaucoup de succès. Cressida Granger et David Mulley s'adressent à Craven, reprennent en main l'entreprise et la renomment Mathmos en 1992. Ils étaient initialement associés à Edward et Christine Craven Walker et l'entreprise s'appelait Crestworth Trading Ltd. Au fil des années ils ont peu à peu acheté les Walkers. Ayant déjà obtenu les droits de production des Lampes Astro, ils continuent leur fabrication dans les mêmes lieux, avec le même personnel et le même équipement, utilisant parfois des composants d'origine de 1960.
Edward Craven Walker est resté consultant pour Mathmos jusqu'à sa mort, et a contribué à améliorer la formule des Lampes à Lave.

## Naturisme
Walker était un naturiste, et ouvrit son propre camp à Matchams dans la région du Hampshire. Il devient l'un des plus grands camps du Royaume-Uni. Étant un être passionné, il a eu une vie mouvementée, il divorce de sa femme Marjorie, avec laquelle il a eu trois enfants et se maria quatre fois.
Il tenta d'interdire aux personnes obèses l'entrée de son camp de naturistes, argumentant que l'obésité était un obstacle à une vie spirituelle saine et à une bonne forme physique.

## Filmographie
Craven combine le cinéma et le naturisme. Dans les années 1950 et 1960, la nudité dans les films était un tabou mais il échappe à la censure en évitant d'exposer les poils pubiens. Il devient un pionnier du genre. Sous le pseudonyme de Michael Keatering, Craven dirige le film naturiste Travelling Light (1959), ballet sous-marin tourné au large de la Corse, c'est le premier film naturiste sorti au cinéma au Royaume-Uni en 1960. Craven produit ensuite deux films : Sunswept (1961) et Eve on Skis (1963).

## Décès
Vers la fin des années 1990, Craven lutte contre un cancer. Il meurt à 82 ans à Matchams, Ringwood dans la région du Hampshire et il est enterré dans un petit cimetière du New Forest.

## Lectures supplémentaires
- Cinéma Au Naturel : A History of Nudist Film by Mark Storey. Publié par Naturist Education Foundation (July 1, 2003) - version en anglais